# Pontus Wikner

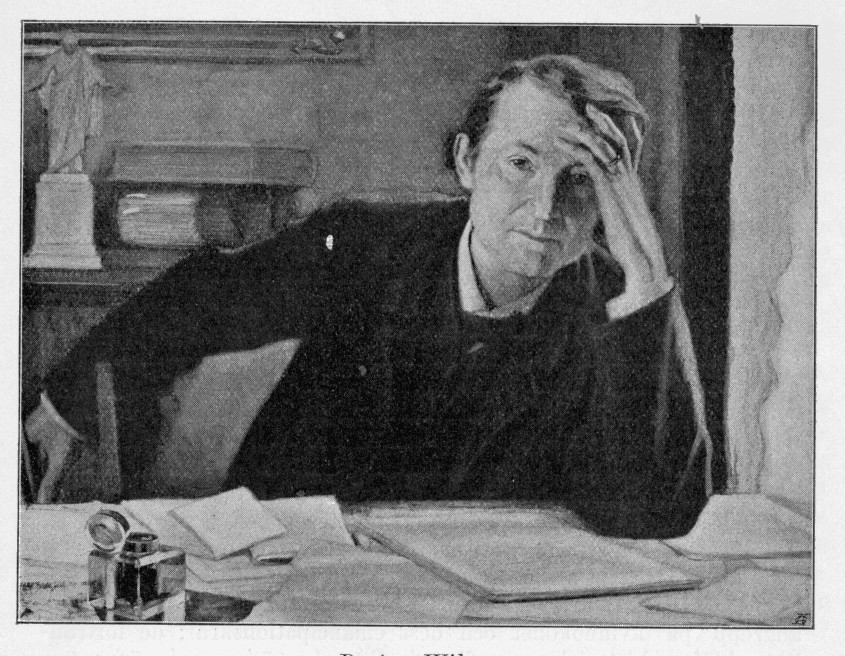
Porträtt målat av Georg von Rosen.

Carl Pontus Wikner, född 19 maj 1837 på gården Kikerud i Valbo-Ryrs socken i Dalsland, död 16 maj 1888 i Kristiania, var en svensk filosof.

## Biografi
Wikner var son till bruksinspektoren Peter Wikner och dennes hustru Sara Larsson. Han växte upp på Kaserna i Foss församling. Där har hembygdsföreningen restaurerat Pontus Wiknergården och använder den som hembygdsgård. Tre och ett halvt år gammal lärde han sig läsa. Som sjuåring kastade han sig över biblisk historia på tyska och inom ytterligare några år satt han fördjupad i engelsk och latinsk grammatik. Han gifte sig sommaren 1871 med barndomsvännen Ida Weinberg (1837–1910). De fick två söner, Ernst och Hugo. Äktenskapet var för Wikner ett bekvämlighetsäktenskap, eftersom han var homosexuell.
Efter studier vid Uppsala universitet blev han docent i teoretisk filosofi och lektor där. År 1884 utnämndes han till professor i filosofi vid Kristiania universitet och tillträdde denna lärostol året därpå.
Mot slutet av sitt liv skrev Wikner att han led av fyra kroniska åkommor. En av dem – för stort hjärta – nämnde han inte utan en viss stolthet. Han avled strax innan han skulle fylla 51 år. Wikner är gravsatt på Uppsala gamla kyrkogård. År 1902 avtäcktes en gravvård som rests till hans ära, då ett tal hölls av J.A. Eklund, senare biskop i Karlstads stift.

## Filosofi
Wikner var som filosof påverkad av Christopher Jacob Boström, men gjorde en egen självständig åskådning gällande, dels i lärda skrifter, dels även i mera populära, sällsynt välskrivna arbeten. Bland dessa senare märks en följd filosofiska och religiösa föredrag, till exempel Kulturens offerväsen, Narcissussagan samt några historiska romaner påverkade av Viktor Rydberg stilkonst, utmärkta för tankerikedom, formskönhet och en varmt religiös anda: Min moders testamente, Mantegnas ängel. 
Wikner var medlem i Namnlösa sällskapet. Wikners vemodsfulla men i evighetslängtan förtröstansfulla författarskap har haft ett vidsträckt och djupt inflytande. Han hade också kristen trosbekännelse.

## Dagböckerna
Svensk gayrörelse har i Pontus Wikner sett en tidig förebild. Hans privata anteckningar och dagböcker sammanställdes till verket Psykologiska självbekännelser som utkom  postumt 1971. I dessa dagböcker avslöjar han sin homosexuella läggning.

### Predikningar
- Pontus Wikners samlade predikningar. Stockholm: Lamm. 1889. Libris 10225555
- Predikningar. Stockholm: Bonnier. 1924. Libris 1484470
- Predikningar från åren 1879-1881. Stockholm: Norstedt. 1883. Libris 1601648
- Predikningar från åren 1879 och 1881. Stockholm: Norstedt. 1882. Libris 2149962
- Predikningar för skolungdom : hållna vid Upsala elementarläroverk. Stockholm: Norstedt. 1877. Libris 1601647
- Promotionspredikan hållen vid filosofie-doktorspromotionen i Upsala den 31 maj 1872. Upsala. 1872. Libris 3288686
- Samlade predikningar. Stockholm: F. & G. Beijers Bokf.-aktb. 1889. Libris 1627510

### Samlade och valda verk
- Vittra skrifter i urval utgifna af Karl Warburg. Stockholm: Lamm. 1888. Libris 3176148. https://runeberg.org/vittrskr/
- Skrifter utgivna av Adolf Ahlberg och Theodor Hjelmqvist. Stockholm: Bonnier. 1920-1927. Libris 444688. https://runeberg.org/wikner/
  -  D. 1, Vittra skrifter, 1  : berättelser och skisser. 1920. Libris 444694
  -  D. 2, Vittra skrifter, 2  : tal, dikter m.m. 1920. Libris 444695
  -  D. 3, I mänsklighetens livsfrågor, 1. 1921. Libris 444689
  -  D. 4, I mänsklighetens livsfrågor, 2. 1921. Libris 444692
  -  D. 5, Föredrag över Platon ... 1922. Libris 444696
  -  D. 6, Uppsatser i religiösa ämnen, jämte några tillägg i religiösa frågor. 1921. Libris 444706
  -  D. 7, Tankar och frågor inför människones son. 1920. Libris 444697
  -  D. 8, Religiösa meditationer och föredrag samt tvenne uppsatser i religiösa ämnen. 1922. Libris 444699
  -  D. 9, Predikningar, 1  : 1859-1877. 1924. Libris 444690
  -  D. 10, Predikningar, 2  : 1879-1885. 1924. Libris 444698
  -  D. 11, Brev, 1  : 1851-1869. 1923. Libris 444691
  -  D. 12, Brev, 2  : 1870-1888. 1924. Libris 444693